# Carex beckii
Espèce
Classification phylogénétique
Carex beckii est une espèce de plantes du genre Carex et de la famille des Cyperaceae.